# Wieża mieszkalna

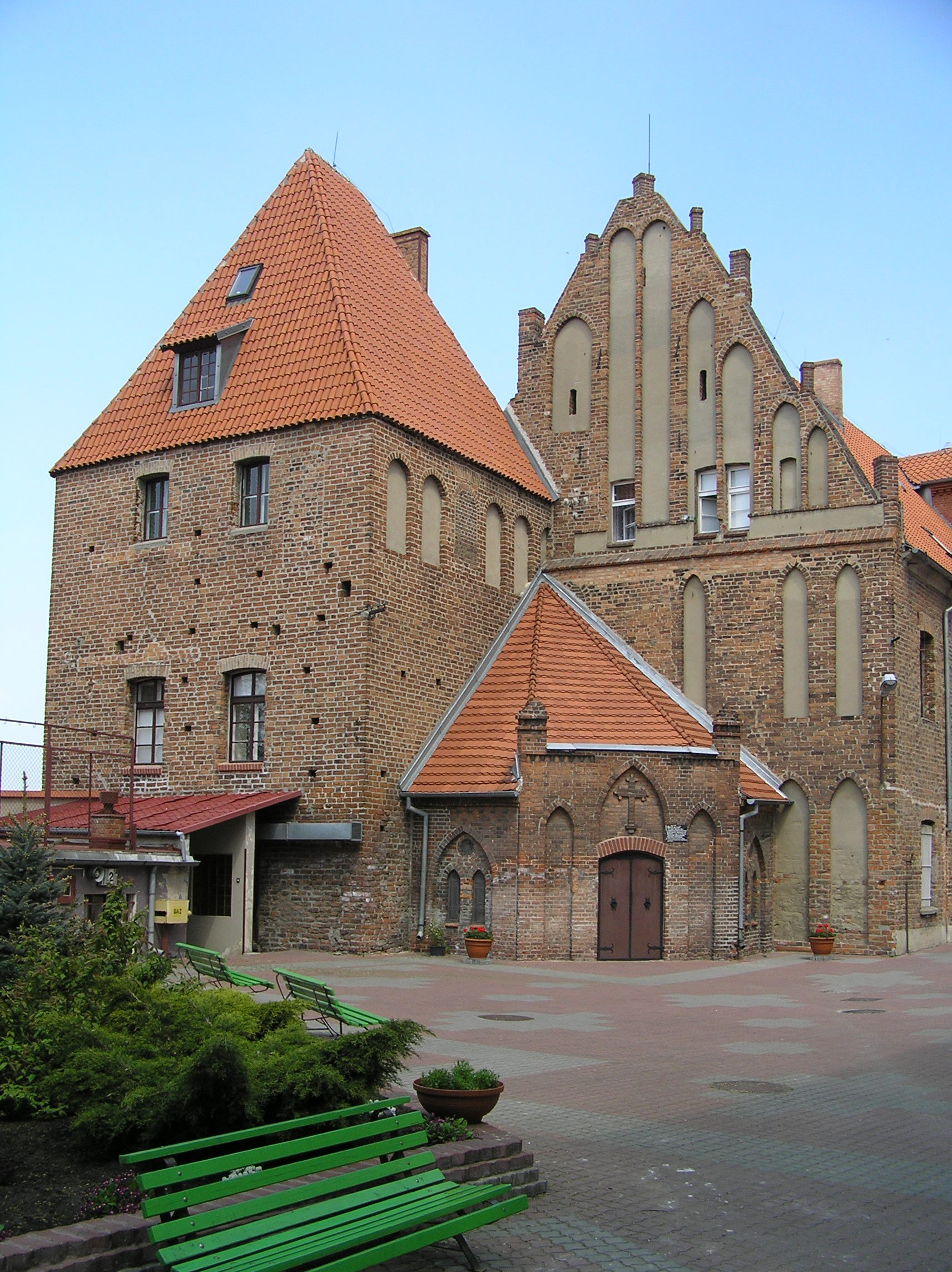
Wieża Mestwina w Chełmnie

Wieża mieszkalna – rodzaj budowli mieszkalnej w formie wieży, z reguły murowanej na planie czworokąta lub wielokąta, wielokondygnacyjnej, która z racji swej konstrukcji i usytuowania posiada również walory obronne.
Wieże takie wznoszone były w okresie średniowiecza (chociaż znane są przykłady wież mieszkalnych z XVII wieku z obszaru Wysp Brytyjskich) praktycznie w całej Europie, a także tam, gdzie dotarły w tym czasie europejskie tradycje budowlane i fortyfikacyjne (np. na Bliskim Wschodzie). Przykłady podobnych konstrukcji występują także w innych rejonach świata, np. w Swanecji w Gruzji. Wieże mieszkalne należy odróżniać od wież obronnych, stanowiących elementy fortyfikacji i z racji funkcji nieprzeznaczonych do zamieszkania.
Najstarsze przykłady wież mieszkalnych w Europie pochodzą z X-XI w. Budowane one były w połączeniu z zamkami obronnymi (wewnątrz nich lub przylegając do nich). Pełniły funkcję mieszkania feudała, powiązanego z pozostałą częścią budowli, jednakże w razie potrzeby mogły być bronione niezależnie od niej lub nawet przeciwko niej. Taki rodzaj wieży mieszkalnej przyjęto nazywać donżonem.
Na terenach miejskich Europy wieże mieszkalne budowano w XII-XIV w. jako miejsca schronienia bogatych rodzin mieszczańskich w sytuacji zagrożenia ze strony konfliktów lokalnych. Z tego względu budowle te zamieszkiwane były początkowo jedynie okresowo. Dopiero w późniejszych wiekach te z nich, które się zachowały, zostały przystosowane do innych funkcji, w tym do stałego zamieszkania. Najbardziej znanymi i najlepiej zachowanymi zespołami takich wież dysponują włoskie miasta Bolonia (20 wież z ok. 80-180 pierwotnie istniejących) i San Gimignano (14 wież z 72 niegdyś istniejących). Ślady takich budowli znane są również z miast niemieckich, np. z Norymbergi.
Poza zamkami i miastami wieże mieszkalne wznoszono zwykle w miejscach już z natury obronnych (osamotnione wzgórza, wyspy na jeziorach, a nawet sztucznie usypane kopce) jako siedziby średniozamożnego rycerstwa. Występowały na terenie prawie całej Europy. Tego typu wieże rycerskie zastąpione zostały z czasem przez różne formy dworów obronnych.